# Metagoniolithon charoides
Metagoniolithon charoides (J.V. Lamouroux) Weber-van Bosse in Foslie, 1904  é o nome botânico  de uma espécie de algas vermelhas pluricelulares do gênero Metagoniolithon, subfamília Metagoniolithoideae.
- São algas marinhas encontradas nas ilhas Falkland.

## Sinonímia
- Não apresenta sinônimos.